# Leart Paqarada
Leart Paqarada  född 8 november 1994, är en tysk-kosovansk fotbollsspelare (vänsterback) som spelar för den tyska klubben FC St. Pauli och det kosovanska landslaget.